# Kamov Autogyro
Kamov Autogyro (rusky: Камов Автожир) byl projekt sovětského lehkého víceúčelového vírníku navržený konstrukční kanceláří Kamov v roce 1972.

## Vývoj a konstrukce
Sovětský svaz byl v používání zemědělských letadel ve vedoucím postavení ve světě, přesto letecký park složený především z letadel Antonov An-2, vrtulníků Kamov Ka-26 a dalších nedostačoval. Počátkem 70. let vypracovalo Ministerstvo civilního letectví návrh konkurzu na hospodárný letoun schopný nést 1 500 - 1 800 kg chemikálií a s nižšími provozními náklady o 20% - 25% oproti An-2. Skupina konstruktérů v OKB Kamov se tohoto úkolu ujala a výsledkem byl soutěžní projekt nazvaný „létající šasi“. Tato koncepce měla vírníku zajistit vysokou manévrovatelnost a bezpečnost letu při nízkých rychlostech a v malé výšce. Projekt z roku 1972 však nikdy nepřesáhl fázi studie.
Vírník měl trup podobný vrtulníku Ka-26, poháněn měl být jedním turbohřídelovým motorem a čtyřlistou tlačnou vrtulí na zádi trupu mezi zdvojeným ocasním nosníkem s jednou vodorovnou a třemi svislými ocasními plochami. Nosný rotor byl čtyřlistý.

## Specifikace
Data z:

### Technické údaje
- Pohon: 1× turbohřídelový motor TVD-10; 691 kW
- Únosnost: 1 600 kg (ve vnitřním prostoru)
- Délka: 9,6 m
- Šířka: 4,48 m
- Výška: 4,8 m
- Průměr nosného rotoru: 20,0 m
- Průměr tlačné vrtule: 3,2 m
- Prázdná hmotnost:[pozn. 1] ? kg
- Maximální vzletová hmotnost: 4 130 kg
- Posádka: 1

### Výkony
- Maximální rychlost: 220 km/h
- Dolet: 600 km (s 1 100 kg nákladu a rezervou paliva na 30 minut letu)
- Dostup: ? m
- Stoupavost: ? m/s